# Seydou Doumbia
Seydou Doumbia, nogometaš Slonokoščene obale, * 31. december 1987.
Za reprezentanco Slonokoščene obale je odigral 37 uradnih tekem in dosegel devet golov.